# Курбанов, Орудж Иззет оглы
Орудж Иззет оглы Курбанов (24 июля 1949, Баку — 23 декабря 2022) — азербайджанский режиссер. Заслуженный деятель искусств Азербайджана.
Родился 24 июля 1949 года. Учился в Азербайджанском государственном институте искусств (сейчас — Азербайджанский государственный университет культуры и искусств) на факультете «Актер драмы и кино». В 1979—1980 годах проходил обучение в Москве на Высших курсах режиссеров под руководством А. В. Эфроса. 1974—1979 годах начал деятельность в качестве режиссера в Лянкяранского государственного драматического театра. Был постановщиком множества театральных, радио и телевизионных спектаклей. В разные годы занимал должность главного режиссера в государственных театрах страны.
В 1994 году Орудж Гурбанов снял художественный фильм «Haray», посвященный Ходжалинской трагедии. В 2006 году удостоен награды «Qızıl Dərviş» в категории «Лучший режиссер».
Орудж Гурбанов также известен как литературовед, он автор романа, повестей, драматических произведений.
Скончался 23 декабря 2022 года в возрасте 73 лет от продолжительной болезни.